# Dorthe Elsebet Larsen
Dorthe Elsebet Larsen (født 1968 i Allesø på Fyn) er en dansk operasanger og filmskuespiller. Uddannet fra Det Kongelige Teater. Hun har sunget som solist på Det Kongelige Teater og medvirket i filmen Villa Paranoia fra 2004 af Erik Clausen. Vandt en international sangkonkurrence i Italien, som har ført til engagementer i New York, Washington DC og Italien. Debuterede i Schweiz som Pamina i Tryllefløjten (Zürich, Baden og Basel).
Hendes virksomhed som coach og psykoterapeut er medvirkende til, at hun er kendt i erhvervskredse. Hun leder sangkoret Rørsangerne og har medvirket i Sangforeningen Morgenrøden som solist i Østermarie Kirke med Prinsgemalen i 2014, 2015 og 2016 og som dirigent for "Rørsangerne" i Søndermarken i 2012, 2013 og 2015. Hun var solist i 2016 og har givet en lang række solokoncerter i Danmark, flere sammen med Børge Wagner, som hun har indspillet talrige cd'er med. Den seneste er en jubilæums-cd.
Hun har en hjemmeside belønnet af bl.a. KulturBornholm.